# Айлабуни, Алисар
Алисар Айлабуни (араб. أليسار عيلبوني‎; род. 21 марта 1989, Дамаск) — австрийская фотомодель сирийского происхождения, победительница пятого сезона конкурса Germanyʼs Next Top Model.

## Биография
Алисар Айлабуни родилась 21 марта 1989 года в Дамаске. В возрасте двух лет вместе с родителями и двумя старшими братьями переехала в Австрию, где жила в Амштеттене и Шёрфлинг-ам-Аттерзе. В подростковом возрасте Алисар играла в юниорской сборной Австрии (U-16) по баскетболу.
В июне 2010 года 20-летняя Айлабуни выиграла пятый сезон телевизионного проекта «Germanyʼs Next Top Model» и в июле 2010 года она появилась на обложке немецкого журнала «Cosmopolitan». Она заключила контракт с модельным агентством «ONEeins», но спустя год расторгла его.
В последующие годы сотрудничала с несколькими модельного агентствами, среди которых были «PARS», «Eskimo Models» и «Fashionmodel». Она выступала на различных показах мод и Недели мод в Нью-Йорке.